# Under the Weather
"Under the Weather" é uma canção de rock alternativo interpretada por KT Tunstall. A canção foi escrita por Tunstall e Tommy D e produzida por Steve Osborne para o primeiro álbum de estúdio da cantora escocesa, Eye to the Telescope. A canção foi lançada como quarto single do álbum no dia 5 de Dezembro de 2005.